# Dona Tututa
Epifânia de Freitas Silva Ramos Évora (Mindelo, 6 de enero de 1919-Isla de la Sal, 26 de enero de 2014), conocida como Dona Tututa o Tutura Évora, fue una pianista y compositora cabo-verdiana.

## Biografía
Era hija de António da Silva Ramos (Anton Tchiche). Su hermano, Pedro Alcântara Silva Ramos (Tchufe), era guitarrista y cantante. En su adolescencia, Tututa comenzó sus estudios de piano. Tocó profesionalmente en el Café Royal. Fue la primera mujer de São Vicente en tocar de noche, rompiendo un tabú. Musicalmente, también desafió las convenciones al mezclar su formación de pianista clásica con la música tradicional de Cabo Verde. Tras casarse, se trasladó a la Isla de Sal, acompañando a su marido y suspendiendo su carrera artística. Tuvo 12 hijos, entre ellos las también cantantes Magda Évora y Milú Évora. Murió de neumonía en 2014.

### Trayectoria musical
En 1966, a los 47 años, lanzó su único disco. En un viaje a Estados Unidos, a invitación de Proscriba, grabó Rapsódia Tututa & Taninho con el guitarrista Taninho. Tras esta grabación realizó viajes esporádicos, presentando su disco en Francia, Guinea y Portugal. 
Considerada una figura legendaria en su país, fue autora de temas como Grito d’ Dolor, Sentimiento, Madre Tigre y Vida Torturada, entre otros. Cesária Évora, Proscriba, Humbertona y su hija Magda Évora son algunas de las artistas que grabaron temas suyos. 

## Discografía
- 1966 - Rapsódia Tututa & Taninho

## Premios y reconocimientos
- Fue homenajeada en 2008 con el poema Tututa, de Alberto Rui Hacha.
- Su nombre fue dado a la Escuela Municipal de Artes de la Sal.
- En 2013, João Alves de la Veiga dirigió el documental Dona Tututa, sobre la vida y la obra de la pianista, que recibió el premio de mejor película en el Cabo Verde International Film Festival de aquel año.[6]